# NGC 2767
NGC 2767 est une galaxie spirale située dans la constellation de la Grande Ourse. NGC 2767 a été découverte par l'astronome britannique John Herschel en 1884.

## Caractéristiques
Sa vitesse par rapport au fond diffus cosmologique est de 5 093 ± 12 km/s, ce qui correspond à une distance de Hubble de 75,1 ± 5,3 Mpc (∼245 millions d'al). 5 093 ± 12 km/s, ce qui correspond à une distance de Hubble de 75,1 ± 5,3 Mpc (∼245 millions d'al).
À ce jour, une mesure non basée sur le décalage vers le rouge (redshift) donne une distance d'environ 94,500 Mpc (∼308 millions d'al). Cette valeur est à l'extérieur des valeurs de la distance de Hubble. Notons que c'est avec la valeur moyenne des mesures indépendantes, lorsqu'elles existent, que la base de données NASA/IPAC calcule le diamètre d'une galaxie et qu'en conséquence le diamètre de NGC 2767 pourrait être d'environ 21,2 kpc (∼69 100 al) si on utilisait la distance de Hubble pour le calculer.

## Groupe de NGC 2875
NGC 2767 fait partie du groupe de NGC 2857. Cinq galaxies du catalogue NGC (NGC 2693, NGC 2694, NGC 2769, NGC 2771 et NGC 2857) et six galaxies du catalogue UGC sont inscrites dans l'article de Garcia. Les galaxies NGC 2769 et NGC 2771 sont aussi inscrites dans un article d'Abraham Mahtessian paru en 1998. Mahtessian ajoute la galaxie NGC 2767 à ce groupe.